# Polarimeter to Unify the Corona and Heliosphere
Polarimeter to Unify the Corona and Heliosphere, plus communément désignée par son acronyme PUNCH, est une mission spatiale du programme Explorer de l'agence spatiale américaine, la NASA, dont l'objectif est d'étudier les interactions entre, d'une part les événements se produisant dans la couronne solaire et produisant le vent solaire, et d'autre part l'héliosphère.
Pour remplir cet objectif, la mission utilisera quatre micro-satellites d'une cinquantaine de kilogrammes placés sur une orbite héliosynchrone. Un des quatre satellites (NFI), équipé d'une caméra avec coronographe, réalise des images de la couronne solaire (5,4-32 rayons solaires) tandis que les trois autres (WFI) équipés d'une caméra grand angle photographient la région de l'héliosphère s'étendant entre 18 et 180 rayons solaires (chaque caméra photographie un tiers de cette région). Ces instruments doivent observer la lumière visible polarisée produite par la diffusion Thomson.
La  mission primaire doit durer 27 mois et son cout est de 150 millions US$. La constellation de satellites PUNCH est lancée le 11 mars 2025 par une fusée Falcon 9 qui la place sur une orbite héliosynchrone.

## Historique
En août 2017, la NASA sélectionne la proposition de mission PUNCH du Southwest Research Institute (Boulder, Colorado) pour en réaliser une étude détaillée en vue d'une future mission SMEX du programme Explorer. En juin 2019, PUNCH est finalement sélectionnée avec une autre mission SMEX, TRACERS. La mission bénéficie d'un budget de 165 millions US$.

## Objectifs
PUNCH doit combler la lacune existant entre, d'une part la physique solaire, qui depuis 40 ans repose sur des images et des mesures spectrales du Soleil en lumière visible, dans l'ultraviolet et le rayonnement X, et, d'autre part la physique de l'héliosphère qui repose sur des images et des mesures in situ du vent solaire et de ses interactions avec le champ magnétique terrestre. L'objectif de la mission PUNCH est de déterminer les interactions entre la couronne solaire et l'héliosphère que ce soit au niveau des inhomogénéités de petite dimension dans la couronne solaire et le vent solaire ou des phénomènes à grande échelle comme les éjections de masse coronale ou les régions d'interaction en co-rotation (CIR) ainsi que les chocs associés. Bien que la seule source du vent solaire soit la couronne solaire, des évolutions et des interactions se produisent durant son transit vers la Terre et des sous-structures peuvent se former et évoluer du fait des instabilités du plasma et des turbulences. Ces processus qui se déroulent dans la région englobant la couronne solaire externe et l'héliosphère interne sont mal connus et constituent la cible de la mission. Les objectifs détaillés de la mission sont les suivants :
- Comprendre comment les structures coronales deviennent le vent solaire en répondant aux questions suivantes : 
  - Comment le vent solaire à ses débuts s'écoule et évolue à une échelle globale ? PUNCH doit produire la première carte globale de l'évolution du vent solaire en continu.
  - Où et comment les microstructures et les turbulences se forment dans le vent solaire ?
  - Comment évoluent les caractéristiques physiques de la surface d'Alfvén (limite externe de la couronne solaire) ?
- Comprendre l'évolution des structures transitoires dans le vent solaire :
  - Comment les éjections de masse coronale se propagent et évoluent dans le vent solaire ?
  - Comment les régions d'interaction en co-rotation (CIR) quasi stationnaires se forment et évoluent ?
  - Comment les zones de choc se forment et interagissent avec le vent solaire à l'échelle spatiale ?

## Caractéristiques techniques
Pour remplir ses objectifs, la mission comprend un micro-satellite observant la couronne solaire à l'aide d'une caméra dotée d'un coronographe NFI et trois micro-satellites utilisant une caméra grand angle WFI permettant de reconstituer une image tri-dimensionnelle de l'héliosphère. La caméra NFI fournit des images de la région comprise entre 6 et 32 rayons solaires tandis que les caméras WFI couvrent ensemble l'héliosphère entre 20 et 180 rayons solaires. Les satellites sont placés sur une orbite héliosynchrone. Les trois satellites portant une caméra sont répartis sur l'orbite de manière à fournir une image en continu de l'héliosphère. Les images sont prises avec une périodicité de 4 minutes.
Chaque satellite pèse une cinquantaine de kilogrammes et a la forme d'un parallélépipède rectangle plat (92 x 60 x 32 centimètres) avec un panneau solaire fixe situé à l'extrémité tournée vers le Soleil. Deux panneaux solaires déployés en orbite portent l'"épaisseur" du satellite de 32 à 136 centimètres. Les panneaux solaires ont une superficie totale de 0,4 m2. L'instrument porté par le satellite a sa partie optique également tournée vers le Soleil. Pour les corrections d'orientation et d'orbite, le satellite dispose d'un système de propulsion à gaz froid d'une poussée de 25 milliNewton qui utilise du fréon (impulsion spécifique de 39 secondes). Le contrôle d'attitude est effectué à l'aide de deux viseurs d'étoiles, de quatre roues de réaction et de trois capteurs solaires.

## Instruments
Les deux instruments embarqués sont dérivés d'instruments existants. Les images produites par les quatre instruments sont combinées au sol pour obtenir une image complète de la région autour du Soleil comprise entre 5,4 et 180 rayons solaire. La détermination de la polarisation est déterminée à l'aide de roues à filtre. Tous les instruments observent la même portion du spectre lumineux (lumière visible 450-750 nanomètres).

### Coronographe NFI
NFI (Narrow-Field Imager ) dérive d'une longue série de coronographes polarisant embarqués à bord de missions spatiales, en particulier COR2 installé sur les satellites STEREO.

### Caméra WFI
WFI (Wide Field Imager) utilisé un ensemble de lentilles classique avec une ouverture de 40,5° tronqué (pour masquer la partie proche du Soleil). La résolution spatiale est de 2,8 minutes d'arc. La caméra dispose d'un limiteur de lumière diffusée de grande taille.

## Segment terrestre
Le suivi des satellites, l'envoi des commandes et la réception des télémesures et des données scientifiques s'effectue via le réseau d'antennes paraboliques du Swedish Space Corporation (pôle Nord, Esrange et Punta Arenas). Le centre de contrôle de mission et le centre scientifique de traitement des données (niveau 1, 2 et 3) sont hébergés par le SWRI, centre de recherche qui développe la mission, et sont installés à Boulder (Colorado). Les données sont centralisées et redistribuées par le centre de la NASA consacré aux missions solaires, le Solar Data Analysis Center.

## Déroulement de la mission
Les quatre satellites PUNCH sont lancés ensemble le 11 mars 2025 par une fusée Falcon 9  décollant de la base de lancement de Vandenberg. Cemlle-ci emporte également l'observatoire SPHEREx. Les satellites sont  placés sur une orbite héliosynchrone à une altitude de 570 kilomètres. La mission primaire doit durer 27 mois dont 3 mois sont consacrés à la recette des satellites en vol.